# テンプル教会

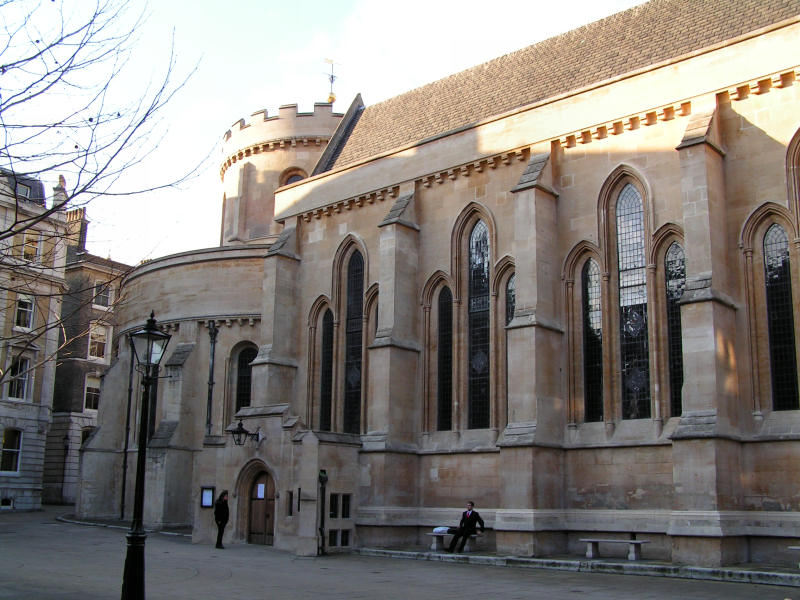
現在のテンプル教会

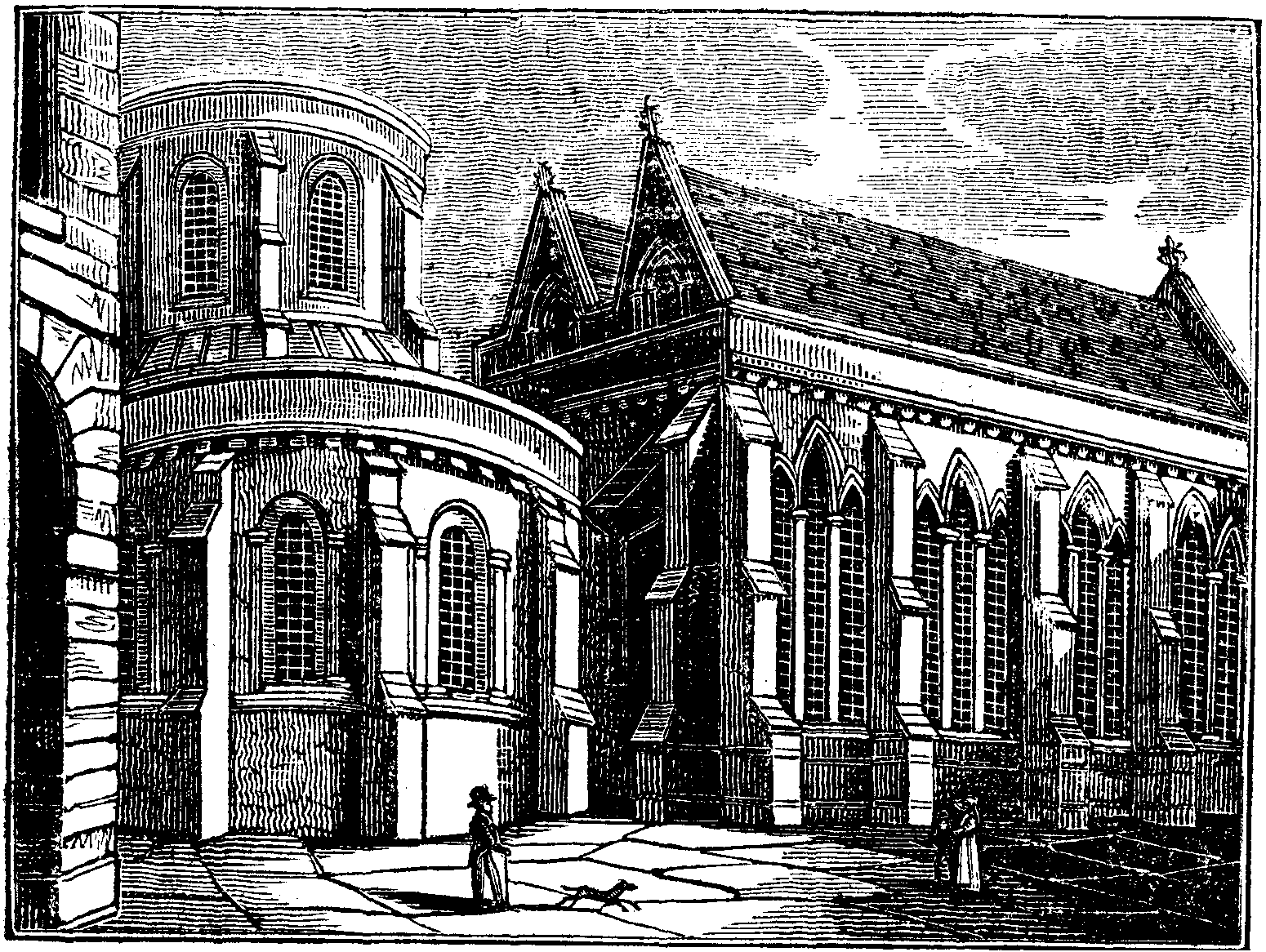
1827年の木版画に描かれたテンプル教会

テンプル教会（Temple Church）は、イギリス・ロンドンにあるイングランド国教会の教会。1185年にテンプル騎士団イングランド本部として建てられた。エルサレムの聖墳墓教会を模した円形教会で、ロンドン最古の教会および建造物の1つである。
イギリスの法曹院4つのうち2つ、インナー・テンプルとミドル・テンプルが、イギリス国王からの特許状に基づき教会を維持運営しており、教会内に安置されている中世騎士の肖像墓や建物が円形教会であることで有名で『ダ・ヴィンチ・コード』の舞台にもなっている。
フリート通りとテムズ川の間に位置するテンプル教会周辺の一帯はテンプルの名で知られ、近くには、ロンドン地下鉄のディストリクト線とサークル線が乗り入れるテンプル駅がある。

## 概要
1307年のテンプル騎士団廃止後、イングランド王エドワード2世が教会を王家管理下においた。後に、テンプル教会を借りて弁護士の法学校2校を運営していた聖ヨハネ騎士団に、教会が与えられた（この法学校が現在の法曹院、インナー・テンプルとミドル・テンプルに発展する）。
1540年、ヘンリー8世がイングランドにおける聖ヨハネ騎士団の活動を廃止させたことから、再びテンプル教会は王家の資産となった。
1608年、ジェームズ1世との合意によって、2つの法曹院には教会とその礼拝を維持運営するという条件で、テンプルの土地と教会の占有権が特許状により授与され、礼拝堂としてのテンプル教会を利用し続ける永久的な権利が授けられた。現在でも、インナー・テンプルとミドル・テンプルの2つの法曹院は、テンプル教会と聖歌隊を維持し続けている。
1666年のロンドン大火では幸い被害はなかった。しかし建築家クリストファー・レンによって建物に手が加えられ、祭壇上スクリーンの追加、またオルガンが初めて教会内に導入された。その後、1841年（ヴィクトリアン・ゴシック様式の壁と天井の追加）と1862年の2度修復工事がなされている。
第二次世界大戦中、1941年5月10日のドイツ空軍による空爆で、教会建物はひどく損傷した。（ヴィクトリア朝期の修復工事部分を含む）教会の木造部分とオルガンは破壊され、内陣の大理石製円柱は高熱で砕け散った。円柱は今もヴォールトを支えているが、その多くは複製品に取り替えられるなどして大規模に修復された。
2003年に発表されたダン・ブラウンの推理小説『ダ・ヴィンチ・コード』と、小説の映画版『ダ・ヴィンチ・コード (映画)』（2006年）のストーリーで重要な役割を果たしており、教会内で重要となるシーンが撮影された。